# دونالد ألسويرث والتر
دونالد ألسويرث والتر (بالإنجليزية: Donald Ellsworth Walter)‏ هو محامي وقاضي أمريكي، ولد في 15 مارس 1936 في جينينغز في الولايات المتحدة.